# Dampierre-lès-Conflans
Dampierre-lès-Conflans är en kommun i departementet Haute-Saône i regionen Bourgogne-Franche-Comté i östra Frankrike. Kommunen ligger i kantonen Vauvillers som tillhör arrondissementet Lure. År 2022 hade Dampierre-lès-Conflans 258 invånare.

## Befolkningsutveckling
Antalet invånare i kommunen Dampierre-lès-Conflans
| Referens: INSEE |